# Caso Miranda v. Arizona
O Caso Miranda contra Arizona (em inglês Miranda v. Arizona) foi uma decisão da Corte Suprema dos Estados Unidos que representou um marco histórico judicial. A corte concluiu que tanto as declarações que evidenciam o envolvimento de um réu no crime como as que evidenciam sua inocência (inculpatory e exculpatory evidence, em inglês, respectivamente) realizadas em resposta a um interrogatório por um acusado em custódia da polícia só são admissíveis por um juiz se a promotoria puder demonstrar que o acusado foi informado do direito de consultar um defensor antes e durante o interrogatório, e o direito a não se autoincriminar antes do interrogatório policial, e também de que o réu não só entendeu esses direitos, mas voluntariamente os renunciou.
A resolução teve um impacto significativo na atuação policial americana, por tornar parte dos procedimentos de rotina da polícia o que veio a ser conhecido como os direitos de Miranda, devendo assegurar que os suspeitos foram informados de seus direitos. A advertência de Miranda é o nome da advertência formal que é o policial deve dar aos suspeitos de crimes nos Estados Unidos em custódia policial antes de serem interrogados. 